# Bilal Mebarki
 (décembre 2018).
Bilal Mebarki est un footballeur algérien né le 10 janvier 1988 à Tissemsilt. Il évolue au poste de milieu de terrain à l'ASM Oran.

## Biographie
Lors de la saison 2012-2013, il inscrit six buts en première division algérienne avec le club de la JSM Béjaïa, ce qui constitue sa meilleure performance.